# Homotherus mudgei
Homotherus mudgei är en stekelart som beskrevs av Heinrich 1978. Homotherus mudgei ingår i släktet Homotherus och familjen brokparasitsteklar. Inga underarter finns listade i Catalogue of Life.